# L'ascens de les Tortugues Ninja: La pel·lícula
L'ascens de les Tortugues Ninja: La pel·lícula (originalment en anglès, Rise of the Teenage Mutant Ninja Turtles: The Movie) és una pel·lícula de comèdia de superherois animada estatunidenca basada en la sèrie de televisió animada Rise of the Teenage Mutant Ninja Turtles, que forma part de la franquícia de les Tortugues Ninja. La pel·lícula està produïda per Nickelodeon Movies i Nickelodeon Animation Studios i distribuïda per Netflix. Dirigida pels desenvolupadors de sèries Ant Ward i Andy Suriano, representa una continuació de la sèrie de televisió i la trama de la pel·lícula segueix a Leonardo mentre es veu obligat a portar els seus germans per salvar el món dels krang.
L'ascens de les Tortugues Ninja: La pel·lícula es va estrenar el 5 d'agost de 2022 amb doblatge en català.

## Premissa
Ambientada dos anys després del final de la sèrie, les Tortugues Ninja s'enfronten al seu repte més gran quan un misteriós desconegut arriba del futur amb un avís terrible. Leonardo es veu obligat a aixecar-se i liderar els seus germans, Raphael, Donatello i Michelangelo en una lluita per salvar el món dels krang, una espècie alienígena terrorífica.

## Producció
El 5 de febrer de 2019, es va anunciar que els llargmetratges basats en Rise of the Teenage Mutant Ninja Turtles i The Loud House estaven en producció per a Netflix. El 12 de gener de 2021, la sinopsi de les pel·lícules anteriors es va revelar al compte oficial de Twitter de la franquícia, juntament amb l'any d'estrena original. El 27 d'agost de 2021, la pel·lícula es va posposar el 2022 perquè havien complert amb els terminis. La producció de la pel·lícula es va acabar finalment el 7 d'abril de 2022.

## Actors de doblatge
| Personatge          | Anglès               | Català           |
| ------------------- | -------------------- | ---------------- |
| Leonardo            | Ben Schwartz         | Héctor García    |
| Michelangelo        | Brandon Mychal Smith | Alex Molina      |
| Donatello           | Josh Brener          | Sergi Olmo       |
| Raphael             | Omar Benson Miller   | David Jenner     |
| Mestre Estellicó    | Eric Bauza           | Domènec Farell   |
| April O'Neil        | Kat Graham           | Soraya Pérez     |
| Casey Jones         | Haley Joel Osment    | Sergi Mani       |
| Hipnopòtam          | Rhys Darby           | Àlex Meseguer    |
| Warren Stone        | John Michael Higgins | Óscar Fernández  |
| Tinent Clan del Peu | Rob Paulsen          | Toni Astigarraga |
| Krang 1             | Jim Pirri            | Ángel del Río    |
| Krang 2             | Toks Olagundoye      | Neus Sendra      |